# Plaque des Sandwich
Pour les articles homonymes, voir Sandwich et Îles Sandwich.
La plaque des Sandwich est une microplaque tectonique de la lithosphère de la planète Terre. Sa superficie est de 0,004 54 stéradians. Elle est généralement associée à la plaque Scotia.
Elle se situe dans le Sud de l'océan Atlantique dont elle couvre une petite partie ainsi que les îles Sandwich du Sud.
La plaque des Sandwich est en contact avec les plaques sud-américaine, Scotia et antarctique.
Ses frontières avec les autres plaques sont notamment formées de la fosse des Sandwich du Sud sur les côtes Est et Nord des îles Sandwich du Sud.
Le déplacement de la plaque des Sandwich se fait à une vitesse de rotation de 1,84° par million d'années selon un pôle eulérien situé à 19°02' de latitude Sud et 39°64' de longitude Est (référentiel : plaque pacifique).

## Sources
- (en) Peter Bird, An updated digital model of plate boundaries, vol. 4, Geochemistry Geophysics Geosystems, 14 mars 2003 (DOI 10.1029/2001GC000252, Bibcode 2003GGG.....4.1027B, lire en ligne)